# Criterium Asów 1954
IV Criterium Asów odbył się 3 października 1954. Zwyciężył Edward Kupczyński.

## Wyniki
- 3 października 1954 (niedziela), Stadion Polonii Bydgoszcz

| Msc. | Zawodnik                     | Klub                  | Pkt |             |  |
| ---- | ---------------------------- | --------------------- | --- | ----------- |  |
| 1    | (2) Edward Kupczyński        | Spójnia Wrocław       | 10  | (3,2,3,2)   |  |
| 2    | (8) Mieczysław Połukard      | Spójnia Wrocław       | 9   | (3,d,3,3)   |  |
| 3    | (5) Zbigniew Raniszewski     | Gwardia Bydgoszcz     | 9   | (3,0,3,3)   |  |
| 4    | (3) Janusz Suchecki          | Budowlani Warszawa    | 9   | (2,3,3,1)   |  |
| 5    | (4) Eugeniusz Nazimek        | Gwardia Bydgoszcz     | 8   | (3,2,3,u)   |  |
| 6    | (13) Jan Krakowiak           | Ogniwo Łódź           | 7   | (2,2,2,1)   |  |
| 7    | (6) Józef Olejniczak         | Unia Leszno           | 7   | (2,2,2,1)   |  |
| 8    | (11) Marian Kaznowski        | Włókniarz Częstochowa | 6   | (1,0,3,2)   |  |
| 9    | (9) Alojzy Frach             | Spójnia Wrocław       | 4   | (1,1,2,d)   |  |
| 10   | (1) Feliks Błajda            | Gwardia Bydgoszcz     | 3   | (1,0,0,2)   |  |
| 11   | (10) Tadeusz Fijałkowski     | Budowlani Warszawa    | 2   | (1,1,d,ns)  |  |
| 12   | (12) Antoni Kowalski         | Gwardia Bydgoszcz     | 2   | (0,0,1,1)   |  |
| 13   | (7) Włodzimierz Szwendrowski | Ogniwo Łódź           | 0   | (d,d,ns,ns) |  |
|      | Andrzej Krzesiński           | Unia Leszno           |     |             |  |
|      | Bernard Kacperak             | Włókniarz Częstochowa |     |             |  |
|      | Florian Kapała               | Kolejarz Rawicz       |     |             |  |

Uwaga!: Feliks Błajda, Antoni Kowalski, Jan Krakowiak zastąpili Krzesińskiego, Kacperka, Kapałę.